# Parco nazionale storico della cultura Chaco
Il parco nazionale storico della cultura Chaco è un parco nazionale storico degli Stati Uniti e patrimonio dell'umanità dell'UNESCO.
Possiede la più densa ed eccezionale concentrazione di pueblo dell'America sud-occidentale. Il parco si trova nel nord-ovest del Nuovo Messico, tra Albuquerque e Farmington, in una vallata quasi inaccessibile tagliata dal Chaco Wash. Presenta il più ricco assortimento di rovine a nord del Messico e conserva una delle più affascinanti aree storiche e culturali d'America.
Tra il 900 ed il 1150 il canyon Chaco fu uno dei principali centri culturali degli antichi Pueblo. I Chacoani estrassero blocchi di arenaria e trascinarono legname da grande distanza, assemblando quindici dei maggiori complessi rimasti in America settentrionale fino al XIX secolo. L'archeoastronomia ha evidenziato nella cultura Chaco la presenza di conoscenze astronomiche, portando come esempio l'incisione rupestre del "Sun Dagger" presso Fajada Butte. Molti edifici Chacoani erano allineati per poter registrare i cicli solari e lunari, il che ha sicuramente richiesto generazioni di osservazioni astronomiche e secoli di conoscenza. Si pensa che i mutamenti climatici abbiano costretto i Chaco ad emigrare abbandonando il canyon, in corrispondenza dell'inizio di 50 anni di siccità nel 1130.
Patrimonio dell'umanità situato nell'arida e inospitale regione dei Four Corners, i siti culturali dei Chaco sono fragili; il rischio di erosione causato dai turisti ha portato ad esempio alla chiusura al pubblico di Fajada Butte. I luoghi sono considerati sacri da tempo immemorabile dagli Hopi, dai Navajo e dai Pueblo, i quali continuano a tramandare tradizioni orali narranti della storica migrazione da Chaco e della relazione spirituale con la terra. Nonostante gli sforzi di conservazione del parco confliggano spesso con le credenze religiose dei nativi, alcune rappresentanze tribali cooperano strettamente con il Servizio dei Parchi nazionali al fine di condividere la loro conoscenza e il rispetto del patrimonio della cultura chacoana.

## Geografia

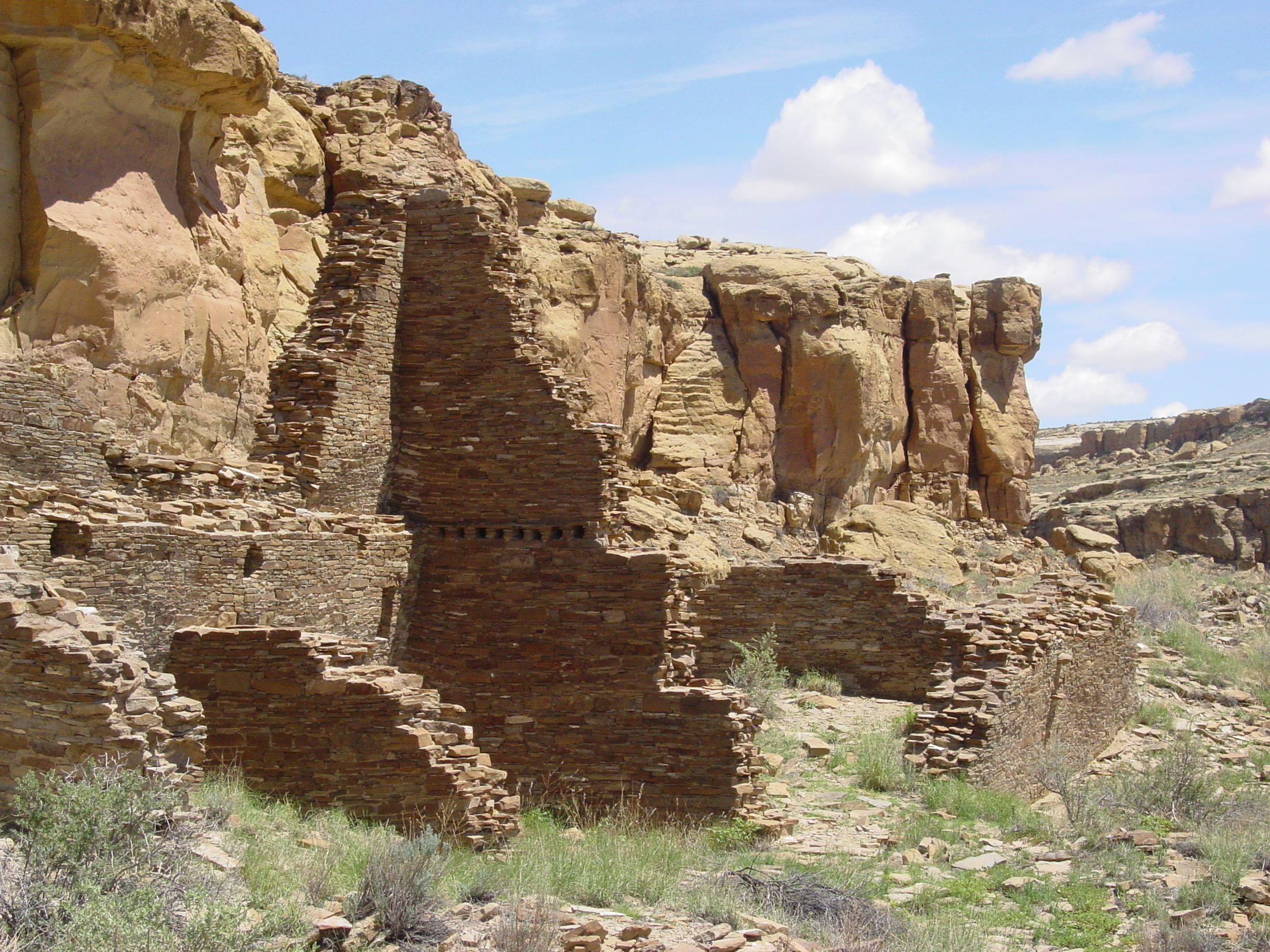
Paesaggio naturale all'interno del parco.

Il Chaco Canyon si trova all'interno del bacino fluviale del San Juan, situato sul vasto altopiano del Colorado e circondato dai monti Chuska a ovest, dalle montagne San Juan a nord e dalle montagne San Pedro a est.
Gli antichi Chacoani usavano la densa foresta di querce, pinyon pine, pini gialli e ginepri al fine di ottenere legna ed altre risorse. Il canyon stesso, situato in un terreno circoscritto da dune, colline e montagne, corre sulla direttiva da nord-est a sud-ovest ed è delimitato da massicci piatti conosciuti come mese.
Le ampie aperture tra le pareti (i lati del canyon sono noti come rincons) incanalavano le potenti piogge nel canyon, aumentando i livelli locali di precipitazioni. I principali complessi chacoani, come Pueblo Bonito, Nuevo Alto e Kin Kletso, raggiungono altezze tra i 1.890 e i 1.963 metri.
Il fondo è formato da sedimenti alluvionali, che degradano da nord-est verso il basso con un'inclinazione di 6 metri al chilometro; esso è tagliato dal Chaco Wash, un arroyo che porta raramente acqua. La più capiente falda acquifera del canyon si trova ad una profondità tale da renderla inaccessibile agli antichi Chacoani; solo alcune minori e più superficiali erano dotate di sorgenti utilizzate dai nativi. In superficie l'acqua non è quasi mai visibile, eccetto che nel caso di temporali che riempiono temporaneamente gli arroyo.

## Geologia

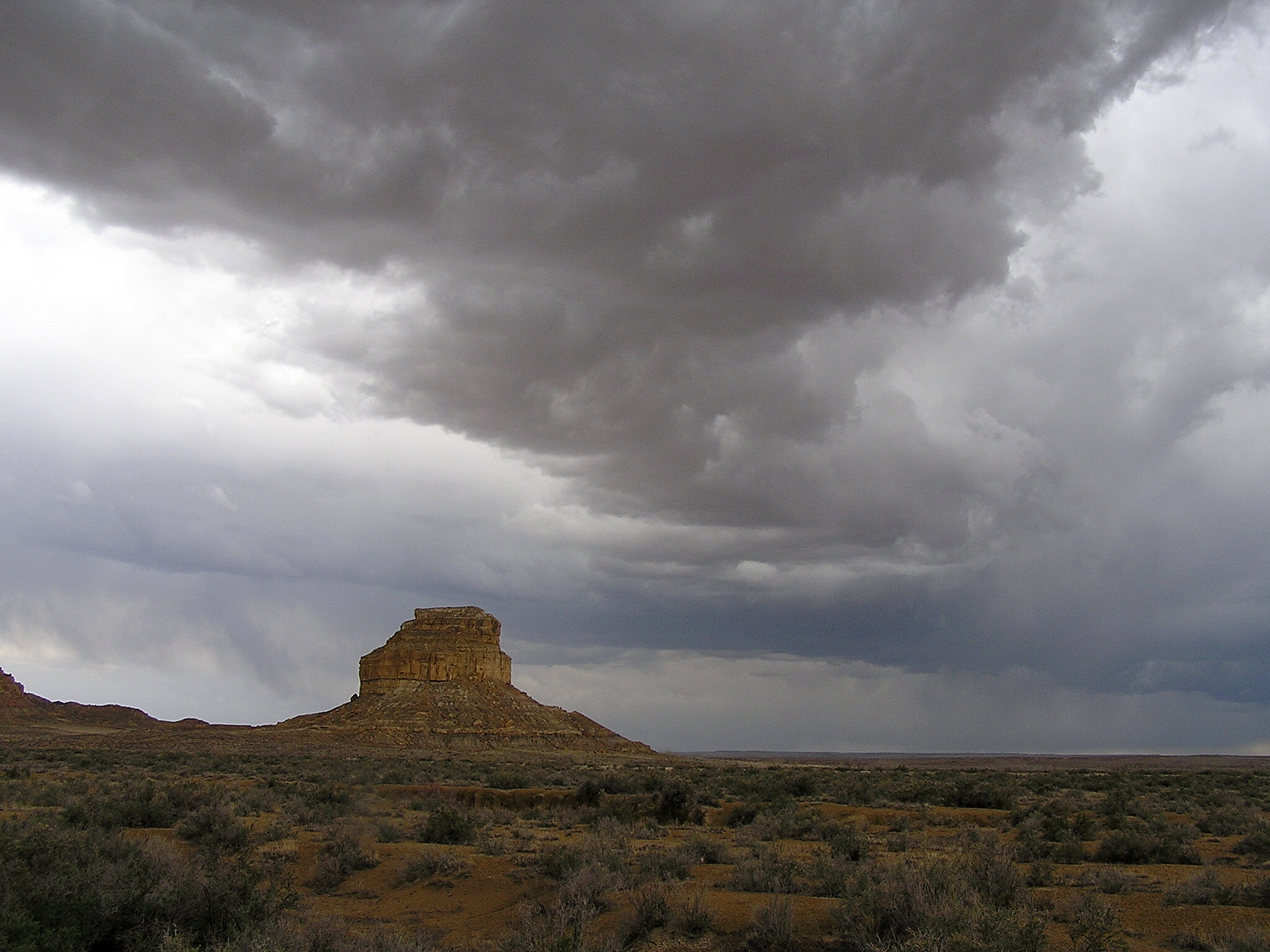
Temporale estivo sopra Fajada Butte e Fajada Gap, in prossimità dell'anello sud-occidentale del Chaco Canyon

Dopo che il supercontinente della Pangea si divise nel periodo Cretaceo, la regione divenne parte della zona di transizione tra un mare interno poco profondo (il mare interno occidentale) e un gruppo di pianure e basse colline ad ovest. Un terreno costiero sabbioso e paludoso continuò a muoversi ad est ed ovest, alternativamente, sommergendo e ricoprendo quella parte di canyon che ora è nota con il nome di altopiano del Colorado.
Da quando il Chaco Wash iniziò a scorrere in quello che ora sono i 120 metri di Chacra Mesa, cominciò anche il suo lento scavare che, dopo milioni di anni, ha creato il canyon odierno. Lo stesso mesa comprende formazioni di arenaria e roccia scistosa databili al Cretacico superiore che fanno parte delle formazioni di Mesa Verde. Il fondo del canyon venne in seguito eroso nuovamente, lasciando esposto il Menefee Shale; in seguito questo strato venne sepolto sotto a 38 metri di sedimenti. Sia il canyon sia il mesa si trovano all'interno del "Chaco Core", distinto dal più ampio Altopiano di Chaco; è una regione erbosa relativamente piatta con la presenza di rari alberi. A causa della deriva dei continenti, a soli 25 chilometri ad ovest si trovano caratteristiche geologiche completamente differenti da quelle del canyon, o da quelle dei vicini Chaco Slope, Gobernador Slope e Chuska Valley.

## Clima

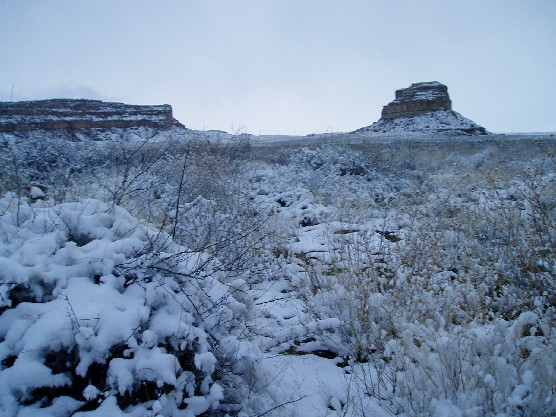
Fajada Butte in inverno. In media il canyon è soggetto a tre o quattro tormente di neve l'anno

Essendo una regione arida con arbusti e steppe desertiche, il canyon ed il bacino circostante raccolgono circa 20 cm di piogge annuali; il parco ne raccoglie in media 231,1 mm. Il Chaco Canyon si trova sottovento rispetto alle grandi montagne meridionali ed occidentali, il che causa la scarsa umidità della regione. La regione è soggetta a quattro stagioni diverse, con la maggior parte delle piogge concentrate tra luglio e settembre, ed il periodo secco tra maggio e giugno. Le precipitazioni orografiche, dovute al contatto tra nuvole e montagne, sono responsabili di buona parte delle piogge estive ed invernali; le piogge aumentano con l'aumentare dell'altitudine. Alcuni anni possono mostrare uno spostamento verso nord della zona di convergenza intertropicale, il che causa un deciso aumento delle precipitazioni.
L'area del Chaco Canyon è caratterizzata anche da notevoli estremi climatici: la temperatura misurata spazia dai -39 °C ai 39 °C, e sono stati misurati sbalzi termici giornalieri di 30 gradi. In media si registrano meno di 150 giorni l'anno senza brina, ed il clima locale può passare da anni di intense piogge ad altri di estrema siccità. L'enorme influenza sul canyon di El Niño contribuisce a questa variabilità del clima.

## Flora e fauna
La flora del Chaco Canyon è quella che tipicamente si trova negli alti deserti dell'America settentrionale: sagebrush e numerose specie di cactus sono mischiati ad una boscaglia arida di pinus pinyon e ginepri, questi ultimi soprattutto sulla cima del mesa. Il canyon riceve meno precipitazioni delle altre zone del Nuovo Messico con altitudine e latitudine simili; di conseguenza non vi sono le foreste di conifere temperate tipiche delle zone più orientali. La quasi mancanza di vegetazione è riportata anche negli antichi scritti, quando la sovrappopolazione, la coltivazione intensiva, l'esagerata caccia e la siccità costrinsero i Chacoani a spogliare il canyon di vegetazione e selvaggina. Per questo, anche nei periodi più umidi, il canyon non poteva ospitare più di 2.000 persone.
I principali mammiferi comprendono i coyote (Canis latrans); cervi muli, wapiti ed antilopi sono le altre specie che abitano il canyon, nonostante sia raro avvistarli durante le visite turistiche. I piccoli carnivori presenti comprendono linci rosse, badger, volpi e due specie di moffette. Il parco ospita anche numerosi roditori, compresi molti cani della prateria e piccole colonie di pipistrelli, presenti durante l'estate. La locale carenza d'acqua causa la presenza di pochi uccelli; tra questi vi sono roadrunner, grandi aquile (come le aquile ramate ed il Kestrel americano), strigiformi, vulture e corvi, nonostante siano meno abbondanti nel canyon che nel resto delle montagne orientali. Sono comuni anche le colonie di piccoli uccelli, tipo New World warbler, passeri e carpodaci messicani. Si trovano anche tre specie di colibrì, compreso il piccolo ma combattivo colibrì Rufous; la loro esistenza si scontra con quella dei più pacifici colibrì dalla testa nera per la conquista degli arbusti o degli alberi situati vicino all'acqua. Si possono trovare anche i serpenti di prateria, nonostante varie lucertole e skink siano più comuni.

## Storia

### I Pueblo arcaici

Nella mappa è evidenziata l'estensione dell'antica civiltà Anasazi

Gli archeologi identificano le prime persone ad aver abitato il bacino di San Juan nei popoli di tradizione Caccia e raccolta noti come arcaici; essi, a loro volta, discendono dai cacciatori nomadi Clovis che arrivarono nel sud-ovest intorno al 10 000 a.C.. Approssimativamente nel 900 a.C., questi popoli abitavano questi luoghi, tra cui l'Atlatl Cave. Gli antichi popoli lasciarono poche prove della loro esistenza nel Chaco Canyon. Intorno al 490 d.C. i loro discendenti, noti come Basketmakers, iniziarono la coltivazione del canyon, abitando il villaggio Shabik'eshchee ed altri insediamenti circostanti.
Una piccola porzione dei Basketmakers restarono a Chaco e si svilupparono attraverso numerosi stadi culturali fino all'800, quando iniziarono a costruire complessi edifici in pietra, ognuno dei quali racchiudeva quattro o cinque appartamenti edificati sopra a dei kiva sotterranei. Alcune delle aree circondate da questi edifici venivano usate per cerimonie religiose. Queste strutture sono state riconosciute come tipiche delle prime popolazioni Pueblo. Dall'850 gli antichi Pueblo (noti anche come "Anasazi", che in Navajo significa "antichi nemici") si espansero rapidamente, e i cittadini iniziarono ad abitare pueblo sempre più grandi e densamente popolati. Esistono numerose prove che testimoniano l'esistenza di un'avanzata lavorazione e commercio dei turchesi a partire dal X secolo. In questo periodo venne eretta la parte antica del Pueblo Bonito, a partire da una serie di circa 50 case che seguivano l'andamento curvo delle mura settentrionali.

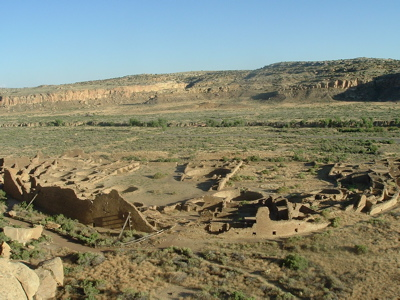
Pueblo Bonito, la più grande delle case Chacoane, si trova ai piedi della riva settentrionale del Chaco Canyon

Il sistema coeso che caratterizzava la società Chacoana iniziò a disintegrarsi intorno al 1140, probabilmente in seguito alla cinquantennale siccità che iniziò nel 1130; una cronica instabilità climatica, oltre alla serie delle già citate gravi siccità, colpì la regione tra il 1250 ed il 1450. Gli altri fattori che portarono allo spopolamento possono essere riscontrati nella diminuzione dell'acqua trasportata dall'arroyo, e nella deforestazione. Ad esempio, gli alberi usati in edilizia vennero importati dalle regioni oltre le montagne, come le montagne Chuska oltre 80 km ad ovest. Le comunità periferiche iniziarono a sparire e, verso la fine del secolo, anche gli edifici centrali vennero chiusi ed abbandonati. I resti culturali ed archeologici hanno portato gli scienziati a credere che la popolazione si spostò verso sud, est ed ovest, nelle vallate e lungo i corsi d'acqua del Little Colorado River, del Rio Puerco e del Rio Grande.

### La dinastia Athabaskan
I popoli di lingua numic, come gli Ute e gli Shoshone, abitavano l'altopiano del Colorado all'inizio del XII secolo. I popoli di lingua apache, come gli stessi Apache o i Navajo, succedettero ai Pueblo a partire dal XV secolo; durante questo insediamento acquisirono la cultura e le abilità agricole tipiche dei Chacoani. Anche gli Ute frequentarono la regione, soprattutto durante spedizioni di caccia e razzia. La moderna nazione Navajo è insediata ad ovest del Chaco Canyon, e numerosi Navajo (meglio conosciuti come Diné) abitano le zone circostanti. L'arrivo degli spagnoli nel diciassettesimo secolo inaugurò un'era di giogo e ribellione, e l'area del Chaco Canyon accolse i rifugiati Pueblo e Navajo in fuga dai conquistatori spagnoli. In seguito il Messico, e poi gli Stati Uniti, assunsero il comando del canyon, e vennero lanciate alcune campagne militari contro gli ultimi abitanti della regione.

### Scavi e protezione

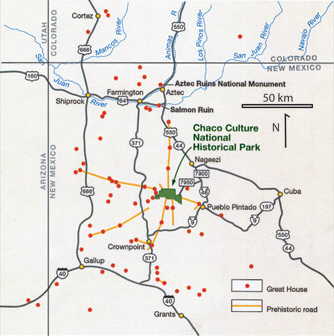
Le strade preistoriche e le Grandi Case del bacino di San Juan

Il commerciante Josiah Gregg fu il primo, nel 1832, a scrivere delle rovine di Chaco Canyon, riferendosi a Pueblo Bonito come ad un luogo "costruito con fine arenaria". Nel 1849, un distaccamento dell'esercito statunitense visitò le rovine. Il luogo era talmente remoto che nei successivi 50 anni venne scarsamente visitato. Dopo un veloce sopralluogo da parte degli studenti della Smithsonian nel decennio del 1870, vennero fatti partire scavi ufficiali nel 1896, quando una spedizione dell'American Museum of Natural History (chiamata Hyde Exploring Expedition) iniziò a lavorare a Pueblo Bonito. Passarono cinque estati nella regione, riportando oltre 60 000 artefatti a New York, e mettendo in piedi una stazione commerciale.
Nel 1901 Richard Wetherill, che ai tempi lavorava per i fratelli Hyde e per la loro spedizione, reclamò un latifondo di 161 acri che comprendesse Pueblo Bonito, Pueblo del Arroyo e Chetro Ketl. Durante l'analisi della richiesta di Wetherill, l'agente federale Samuel J. Holsinger mappò la situazione fisica del canyon e dei siti adiacenti, annotando strade preistoriche e Chetro Ketl, ed elencando dighe e sistemi d'irrigazione. Il suo lavoro (che rimase inedito) raccomandò fortemente la creazione di un parco nazionale che racchiudesse e preservasse i siti Chacoani. L'anno successivo Edgar Lee Hewett, presidente della New Mexico Normal University (che in seguito divenne New Mexico Highlands University), mappò molti altri siti Chacoani. Hewett ed altre persone permisero l'emendamento dell'Antiquities Act del 1906, che fu la prima legge americana di protezione dei reperti storici; fu, a tutti gli effetti, una conseguenza della controversia che coinvolse le attività di Wetherill. L'atto permise al presidente di nominare il sito tra i Monumenti Nazionali. Il presidente Theodore Roosevelt inaugurò il sito l'11 marzo 1907; Wetherill rinunciò alle proprie richieste sui terreni che possedeva nel Chaco Canyon.
Nel 1949 il Chaco Canyon National Monument venne ampliato includendo terreni donati dalla University of New Mexico. In cambio l'università ottenne diritti di ricerca scientifica all'interno dell'area. Nel 1959 il Servizio dei Parchi nazionali costruì un centro per visitatori, case per i dipendenti del parco, ed accampamenti. Essendo una proprietà storica del Servizio dei Parchi Nazionali, il National Monument venne elencato nel National Register of Historic Places il 15 ottobre 1966. Nel 1971 i ricercatori Robert Lister e James Judge crearono il Chaco Center, una divisione di ricerca culturale che funse da punto d'unione tra la University of New Mexico ed il Servizio dei Parchi nazionali. In questo periodo presero il via molti progetti di ricerca multi-disciplinari, studi archeologici, e scavi di portata limitata. Il Chaco Center analizzò a fondo le strade di Chaco, percorsi ben costruiti che si irradiavano dal canyon centrale. Il risultato delle ricerche fatte presso Pueblo Alto ed altri siti modificò in modo marcato molte interpretazioni accademiche della cultura Chacoana e dei popoli Apache che abitarono la regione dei Four Corners.
La ricchezza dei reperti culturali rinvenuti nel parco ha portato ad un crescendo dell'importanza del piccolo National Monument, che grazie a loro divenne Parco Nazionale Storico della cultura Chaco il 19 dicembre 1980, quando vennero aggiunti altri 13 000 acri. Nel 1987 il parco divenne un patrimonio dell'umanità dell'UNESCO. Al fine di salvaguardare i siti Chacoani protetti dal Bureau of Land Management e dalla Nazione Navajo, il Servizio dei Parchi istituì il programma Chaco Culture Archaeological Protection Site. Queste iniziative hanno permesso di classificare più di 2400 siti archeologici all'interno del territorio attuale del parco; solo una piccola percentuale di questi sono già stati scavati.

## Gestione

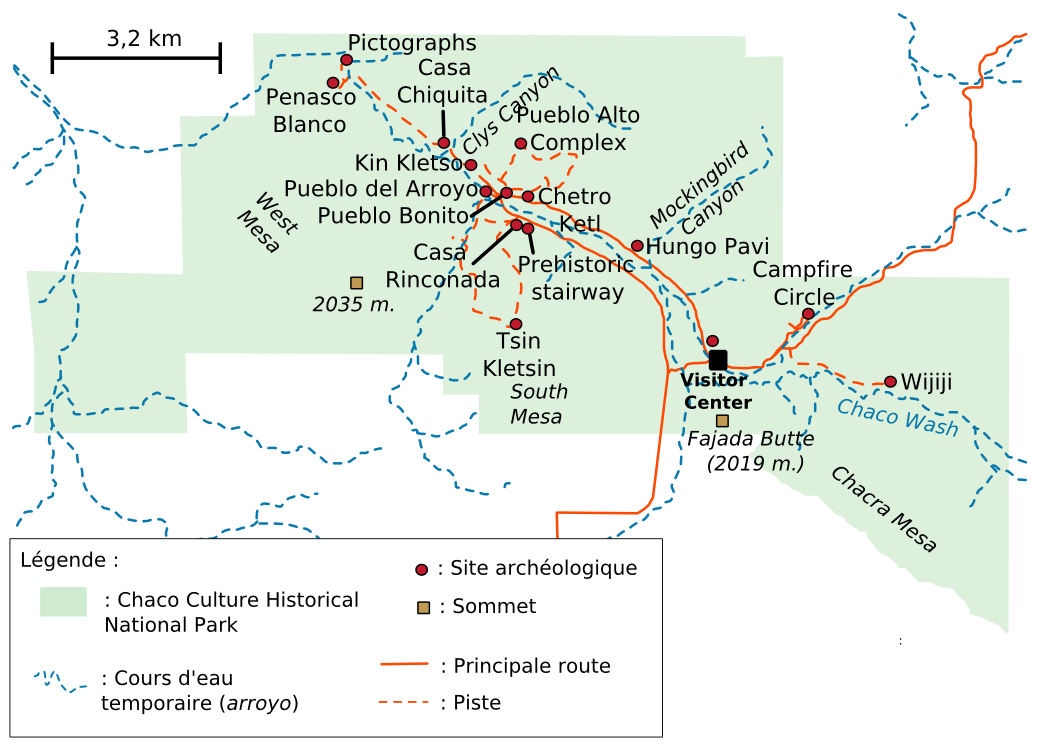
Mappa indicante i principali siti del parco.

Il parco nazionale storico della cultura Chaco è gestito dal Servizio dei Parchi nazionali, un'agenzia federale alle dipendenze del Dipartimento degli Interni; i territori federali circostanti contengono le strade Chacoane sotto il controllo del Bureau of Land Management. Nell'anno fiscale 2002–2003 il budget del parco fu di 1 434 000 $. Prima degli anni ottanta gli scavi all'interno del parco erano più intensi, e coinvolgevano un parziale smantellamento o demolizione delle mura, e l'estrazione di migliaia di artefatti. A partire dal 1981 un nuovo approccio, usato a causa delle credenze tradizionali Hopi e Pueblo, portò all'eliminazione di queste tecniche invasive, preferendo metodi alternativi come il telerilevamento, la ricerca antropologica delle tradizioni orali indiane e la Dendrocronologia, i quali permisero la perfetta conservazione dei siti Chaco. Il Chaco American Indian Consultation Committee venne istituito nel 1991 al fine di permettere a Navajo, Hopi, Pueblo ed altre rappresentanze indiane di avere voce in capitolo riguardo alla gestione del parco.
Attualmente le regole del parco obbligano ad una parziale ricostruzione dei siti scavati. Il "Backfilling", che implica l'uso di sabbia per re-interrare i siti scavati, è una delle tecniche usate. Le altre iniziative comprendono il Chaco Night Sky Program, che cerca di eliminare l'impatto dell'inquinamento luminoso; grazie a questo programma circa 14 000 turisti l'anno possono utilizzare l'Osservatorio Chaco (inaugurato nel 1998), i telescopi del parco ed altre strutture astrologiche. Alcuni terreni federali esterni ai confini del parco, soprattutto nel bacino di San Juan, sono stati dati in leasing per l'estrazione del carbone a partire dal 1983. I depositi di carbone vennero messi all'esterno del parco, e le miniere utilizzarono le vecchie strade per il trasporto. Il Chaco Roads Project durò un anno, e mappò tutte le strade che, in seguito, vennero protette dalle estrazioni.

## Siti

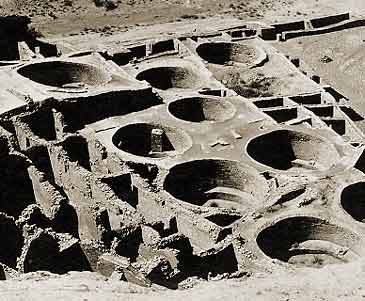
Alcuni piccoli kiva, in passato erano circa 100, ognuno dei quali avrebbe potuto ospitare dai 50 ai 100 fedeli. I 15 più grandi avevano affluenze che raggiungevano le 400 persone

I Chacoani costruirono i propri edifici lungo una parete del canyon lunga 14 km. Alcune mura erano allineate rispetto ai punti cardinali, altre servivano per la misurazione del ciclo minimo e massimo della levata e tramonto della luna (18,6 anni). Nove Grandi Case sono posizionate lungo il confine settentrionale del Chaco Wash, alla base di massi di arenaria. Altre Grandi Case sono state rinvenute sulle colline o nelle vicinanze delle aree di drenaggio. Sono state classificate 14 Grandi Case, raggruppate secondo la loro posizione geografica rispetto al canyon.

### Il canyon centrale
La porzione centrale del canyon contiene i più grandi complessi Chaco. Il più studiato è sicuramente Pueblo Bonito ("Bel Villaggio"); copre quasi 8000 m², include 650 case ed è la più spaziosa delle Grandi Case; alcune parti del complesso erano alte quattro piani. L'uso che i costruttori fecero dell'edilizia su più piani richiedeva robuste mura di mattoni spesse fino ad un metro. Pueblo Bonito è diviso in due parti da un muro che segue perfettamente la direzione nord-sud, tagliando anche la piazza centrale. Un grande kiva è presente su entrambi i lati del muro, creando una disposizione simmetrica tipica di numerose Grandi Case Chacoane. Il complesso, al culmine dello splendore, raggiunse circa la dimensione del Colosseo.
A poca distanza si trova il Pueblo del Arroyo. La sua costruzione venne iniziata tra il 1050 ed il 1075, completato nel XII secolo, e si trova nei pressi di una sorgente nota come South Gap. Casa Rinconada contiene una Grande Casa ed è relativamente isolata rispetto agli altri siti del Chaco canyon. Si trova a sud del Chaco Wash, vicino alla strada che conduce a due rampe di scale che raggiungevano la sommità del Chacra Mesa. Il kiva è isolato, senza strutture residenziali o di supporto; una volta era dotato di un passaggio largo 12 metri che collegava il sotterraneo ai piani superiori. Chetro Ketl si trova vicino a Pueblo Bonito, mostra la tipica forma a D di molti complessi centrali, ma è leggermente più piccolo degli altri. La sua costruzione iniziò tra il 1020 ed il 1050, e le sue 450–550 case appartenevano ad un unico Grande Kiva. Gli scienziati stimano che furono necessarie 29 135 ore-uomo di lavoro per la costruzione del solo Chetro Ketl; Hewett quantificò il materiale usato in 5.000 alberi e 50 milioni di blocchi di pietra.
Il Kin Kletso ("Casa Gialla") fu un complesso di medie dimensioni situato 800 metri ad ovest di Pueblo Bonito; mostra evidenti prove che dimostrano la presenza di Pueblo del bacino di San Juan nella sua costruzione. La forma rettangolare e l'aspetto sono tipici del secondo gruppo culturale che abitò la regione, piuttosto che del terzo o delle sue varianti Chaco. È composto da circa 55 case, quattro kiva al piano terra, ed una torre cilindrica a due piani che potrebbe essere servita da kiva o da centro religioso. Sono state scoperte prove della presenza di una fabbrica in cui si lavorava l'ossidiana nei pressi del villaggio, struttura eretta tra il 1125 ed il 1130.

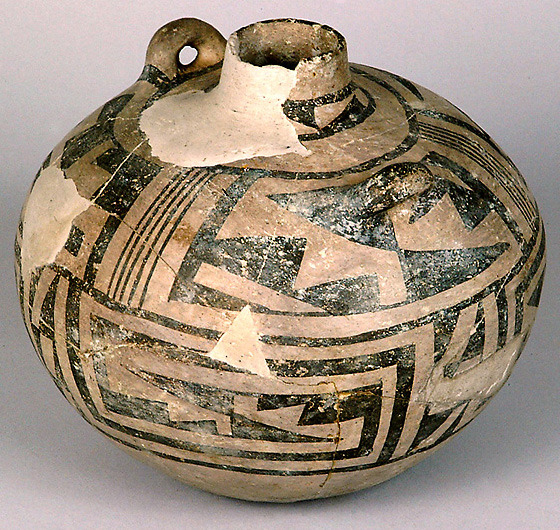
Anasazi, America settentrionale: una brocca rinvenuta tra le rovine del Chaco Canyon, in Nuovo Mexico

Pueblo Alto, una Grande Casa di 89 case, si trova su una collina vicino al centro del Chaco Canyon, ad un chilometro da Pueblo Bonito; la sua costruzione venne avviata tra il 1020 ed il 1050 durante un boom edilizio che invase tutto il canyon. La sua posizione lo rendeva visibile alla maggior parte degli abitanti del bacino di San Juan; infatti si trovava soli 3,7 km a nord di Tsin Kletsin, sul lato opposto del canyon. La comunità era specializzata nella lavorazione di collane e del turchese che influenzò lo sviluppo di tutti i villaggi del canyon; anche la produzione di oggetti di silicio era molto comune. Le ricerche portarono l'archeologo Tom Windes a pensare al fatto che solo un esiguo gruppo di famiglie, tra le cinque e le venti, vivevano nel complesso; questo potrebbe indicare che Pueblo Alto veniva usato soprattutto per scopi non residenziali. Un'altra Grande Casa, Nuevo Alto, venne costruita sulla parete settentrionale nei pressi di Pueblo Alto; venne fondata nel tardo 1100, quando era già iniziato il declino del canyon.

### Gli esterni
Al confine settentrionale del Chaco Canyon si trovavano altre Grandi Case; tra le più grandi ricordiamo Casa Chiquita ("Piccola Casa"), un villaggio costruito nel 1080 quando, in un periodo di frequenti piogge, la cultura Chaco era in piena espansione. Ha un aspetto quadrato ed è privo delle aree aperte e dei kiva isolati che caratterizzavano i loro predecessori. In edilizia venivano usati mattoni in pietra di dimensioni maggiori, e i kiva erano progettati in stile tradizionale di Mesa Verde. Tre chilometri a valle, lungo il canyon, si trovava Peñasco Blanco ("Promontorio Bianco"), un recinto arcuato costruito sulla cima del bordo meridionale del canyon in cinque fasi distinte, tra il 900 ed il 1125. Un murale nelle vicinanze (il "Supernova Platograph") potrebbe rappresentare la prima registrazione dell'avvistamento della supernova SN 1054, avvenuto il 5 luglio 1054.
Hungo Pavi, a soli 2 km da Una Vida, ha una circonferenza di 266 metri. Le prime esplorazioni mostrarono 72 case al piano terra, con strutture che si estendevano anche su quattro piani; è stato trovato anche un grande kiva circolare. Kin Nahasbas (costruito nel nono o decimo secolo) è un'altra delle rovine principali; si trova poco a nord rispetto a Una Vida, ai piedi del mesa settentrionale. In quest'area sono stati condotti solo scavi su piccola scala.

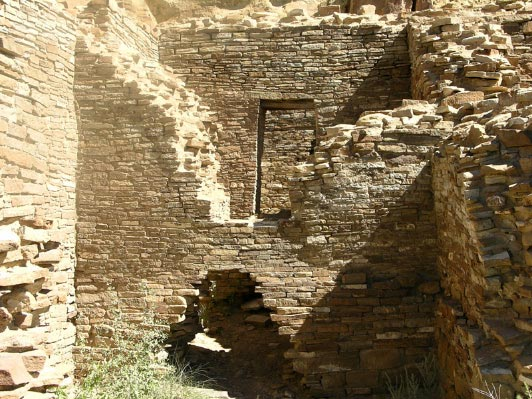
Vista interna di Wijiji, un complesso esterno abitato tra il 1100 ed il 1150

Il Tsin Kletzin ("Palazzo Charcoano") è un complesso situato sopra la Casa Rinconada, 3,7 km a sud di Pueblo Alto, sul lato opposto del canyon. Si trova vicino a Weritos Dam, una massiccia struttura di terra che, secondo gli archeologi, forniva a Tsin Kletzin l'acqua necessaria alla vita domestica. La diga permetteva di raccogliere l'acqua piovana accumulandola in una riserva. Il limo che si accumulava durante le alluvioni obbligava gli abitanti a ricostruire periodicamente la diga, dragando l'area di raccolta.
Più in profondità nel canyon, Una Vida ("Una Vita") fu una delle prime tre Grandi Case ad essere costruita, intorno al 900. Era disposta almeno su due piani, era composta da 124 case, ed aveva un arco a forma di D che la rendeva simile ad alcuni suoi contemporanei, come Peñasco Blanco e Pueblo Bonito. A differenza di questi aveva un solo puntello a causa della topografia. Si trova sulle rive di uno dei principali corsi d'acqua, nei pressi di Gallo Wash, e conobbe un'espansione violenta dopo il 930. Wijiji era composto da sole 100 case, ed è la più piccola delle Grandi Case. Venne costruito tra il 1110 ed il 1115, la più recente tra le Grandi Case. Abbastanza isolato, si trovava a circa 2 km dal vicino Una Vida.
Subito a nord si trovavano comunità ancora più isolate, tra cui Salmon Ruins e Aztec Ruins, disposte lungo il corso del San Juan e dell'Animas, vicino a Farmington; questi villaggi sorsero durante il periodo piovoso che iniziò nel 1100. 100 km a sud del Chaco Canyon, lungo la Great South Road, si trova un altro gruppo di comunità. La più grande di queste è Kin Nizhoni, in cima ad un mesa di oltre 2 km, circondato da terreni paludosi.

## Rovine

### Grandi Case

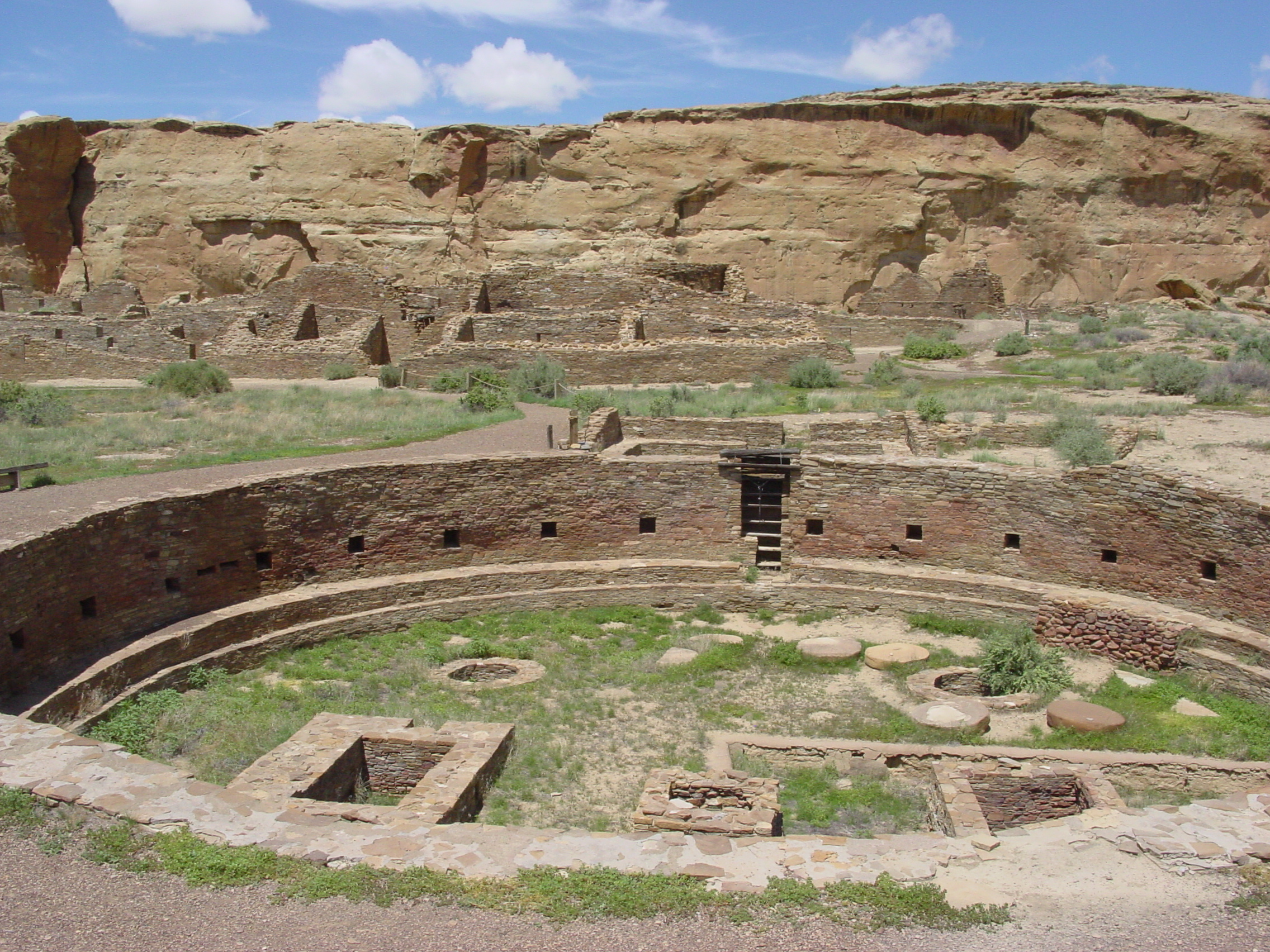
Il Grande Kiva di Chetro Ketl, una delle Grandi Case Chacoane

Gli enormi complessi noti come "Grandi Case" erano il fulcro dello stile architetturale e religioso Chaco. Nonostante lo stile si sia modificato nel corso dei secoli, le case mantennero molte caratteristiche tipiche. La più importante di queste è la loro dimensione; molti complessi del Chaco Canyon possiedono una media di 200 case ognuno, con punte di 700. Anche l'aspetto delle singole case era costante, con soffitti alti se comparati a quelli del precedente periodo Anasazi. Erano anche ben progettate, con intere ali costruite in un lotto unico, piuttosto che grazie a piccoli incrementi. In generale le case si affacciano a sud, e le piazze sono circondate da edifici senza sbocchi o da alte mura. Le costruzioni su più piani raggiungevano spesso i quattro o cinque livelli, con uno solo di questi che si affacciava sulla piazza. Le case erano spesso divise in appartamenti, con le stanze frontali più grandi di quelli sul retro, mobilia e magazzini.
Le strutture religiose, note come kiva, venivano costruite in proporzione al numero delle case di un pueblo. In media veniva costruito un piccolo kiva ogni 29 case. Nove complessi ospitavano anche un Grande Kiva, che poteva raggiungere i 19 metri di diametro. Tutti i kiva Chacoani condividevano caratteristiche architetturali comuni, comprese le entrate a T e gli architravi in pietra. Venivano costruite anche le mura, e le Grandi Case erano costruite principalmente con la tecnica del core-and-veneer: due mura parallele che sostenevano blocchi orizzontali di arenaria cotti in forni d'argilla. Lo spazio tra i due muri veniva riempito con pietrisco, che formava il nucleo delle mura. A questo punto le mura venivano coperte con uno strato di piccole pietre di arenaria, pressati in uno strato di fango. Le pietre di superficie venivano solitamente disposte per creare disegni geometrici. Le costruzioni Chacoane, nel loro complesso, richiesero il legno di 200 000 conifere, trascinate a mano dalle montagne distanti 113 chilometri.

### Usanze

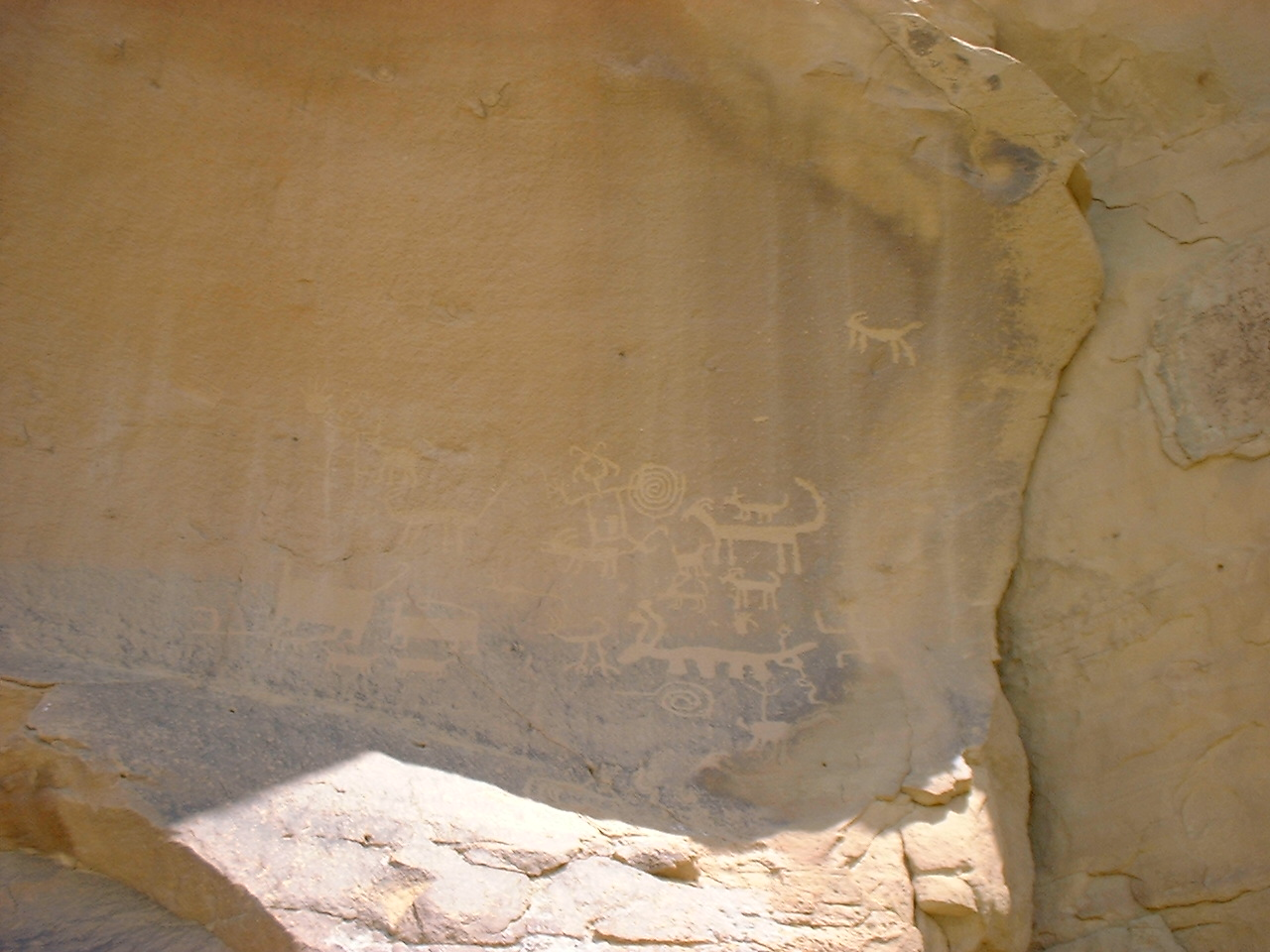
Le incisioni rupestri Chacoane raffiguravano spesso simboli mitologici e conoscenze astronomiche. Nell'immagine si vede un'incisione nei pressi di Una Vida

La meticolosa progettazione degli edifici che caratterizza i più grandi complessi Chacoani non emerse prima del 1030. I Chaco fusero le conoscenze di architettura a quelle di allineamento astronomico, alla geometria, alla paesaggistica e all'ingegneria per creare i loro antichi centri urbani. Gli archeologi hanno concluso che il complesso può aver ospitato poche persone, con la maggior parte della popolazione che si assiepava in occasione di cerimonie ed eventi. I villaggi più piccoli, apparentemente più residenziali, sono sparsi attorno alle Grandi Case ed al Chaco Canyon. Il canyon corre lungo uno degli allineamenti lunari, il che starebbe ad indicare che il luogo venne in origine scelto per il suo significato astronomico. Perlomeno questa struttura permetteva l'allineamento con altre strutture del canyon.
Nello stesso periodo gli antichi Pueblo (Anasazi) stavano attraversando un boom edilizio e delle nascite. Per tutto il decimo secolo le tecniche edilizie Chaco presero piede in tutta la regione. Dal 1115 vennero costruiti 70 pueblo esterni con caratteristiche Chaco all'interno dei 65 000 chilometri quadri che compongono il bacino di San Juan. I ricercatori stanno ancora discutendo riguardo all'uso degli edifici, alcuni dei quali sono abbastanza grandi da poter essere considerati a loro volta Grandi Case. Secondo alcuni la comunità potrebbe essere stata qualcosa più di un gruppo di agricoltori, rappresentando un vero centro di commercio ed una stazione di posta o un centro religioso.
I trenta villaggi esterni erano connessi al canyon centrale, e tra di loro, attraverso una rete di sei sistemi stradali. Queste strade si estendevano per 97 km, soprattutto in linea retta, e sono state ampiamente studiate. Gli abitanti utilizzavano carreggiate interrate e costruite in caliche, larghe circa 9 metri; a volte i loro lati erano composti da muri bassi in terra o pietra. Se necessario, le strade usavano scale in pietra per scavalcare gli ostacoli più grandi. Nonostante il loro uso non sia mai stato veramente compreso, l'archeologo Harold S. Gladwin affermò che, secondo le credenze religiose dei vicini Navajo, gli Anasazi usarono le strade per trasportare la legna; anche l'archeologo Neil Judd espresse un simile parere.

### Libri
- (EN) David Brugge, Alden Hayes; James Judge, Archeological Surveys of Chaco Canyon, New Mexico, Albuquerque, University of New Mexico Press, 1988, ISBN 0-8263-1029-X.
- (EN) Jared Diamond, Collapse: How Societies Choose to Fail or Succeed, Viking, 2005, ISBN 0-670-03337-5.
- (EN) Brian Fagan, Chaco Canyon: Archaeologists Explore the Lives of an Ancient Society, Oxford, Oxford University Press, 2005, ISBN 0-19-517043-1.
- (EN) Brian Fagan, From Black Land to Fifth Sun: The Science of Sacred Sites, Basic Books, 1998, ISBN 0-201-95991-7.
- (EN) Kendrick Frazier, People of Chaco: A Canyon and Its Culture, Norton, 2005, ISBN 0-393-30496-5.
- (EN) Ralph Lee Hopkins, Hiking the Southwest's Geology: Four Corners Region, Mountaineers, 2002, ISBN 0-89886-856-4.
- (EN) David Kelley, Eugene Milone, Exploring Ancient Skies: An Encyclopedic Survey of Archaeoastronomy, Springer, 2004, ISBN 0-387-95310-8.
- (EN) Steven LeBlanc, Prehistoric Warfare in the American Southwest, Salt Lake City, University of Utah Press, 1999, ISBN 0-87480-581-3.
- (EN) David Grant Noble, New Light on Chaco Canyon, Santa Fe, School of American Research Press, 1984, ISBN 0-933452-10-1.
- (EN) David Grant Noble, Ancient Ruins of the Southwest: An Archaeological Guide, Northland, 1991, ISBN 0-87358-530-5.
- (EN) Stephen Plog, Ancient Peoples of the American Southwest, Thames and London, 1998, ISBN 0-500-27939-X.
- (EN) Anna Sofaer, The Mystery of Chaco Canyon, South Carolina ETV, 1999, ISBN 1-56029-999-1.
- (EN) Michal Strutin, George Huey, Chaco: A Cultural Legacy, Southwest Parks and Monuments Association, 1994, ISBN 1-877856-45-2.
- (EN) David Stuart, Anasazi America: Seventeen Centuries on the Road from Center Place, Albuquerque, University of New Mexico Press, 2000, ISBN 0-8263-2179-8.

### Pubblicazioni
- AA.VV., United States World Heritage Periodic Report: Chaco Culture National Historical Park (PDF), National Park Service, 2005. URL consultato il 4 ottobre 2009.
- AA.VV., Chaco Culture National Historical Park, National Park Service, 2007. URL consultato il 4 ottobre 2009.
- Amanda Reynolds, Julio Betancourt; Jay Quade; Jonathan Patchetta; Jeffrey Deanc; John Steind, 87Sr/86Sr sourcing of ponderosa pine used in Anasazi Great House construction at Chaco Canyon, New Mexico (PDF), in Journal of Archaeological Science, n. 32, 4 ottobre 2004,  pp. 1061-1075. URL consultato il 4 ottobre 2009 (archiviato dall'url originale il 26 marzo 2009).
- Anna Sofaer, The Primary Architecture of the Chacoan Culture: A Cosmological Expression, in Anasazi Architecture and American Design, 1997. URL consultato il 4 ottobre 2009 (archiviato dall'url originale il 23 luglio 2009).